# Mettlacher Platten

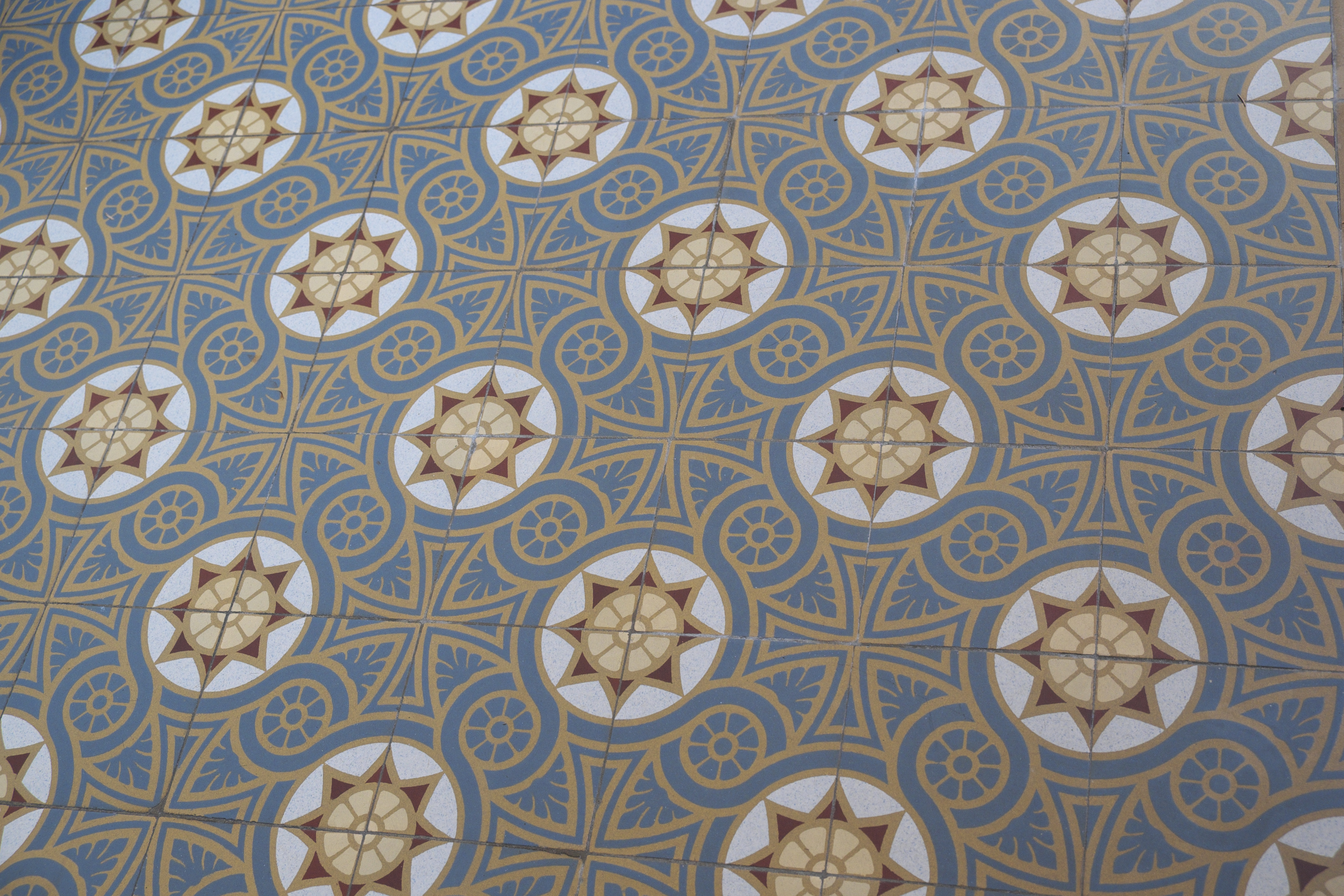
Ornamentaler Bodenbelag aus Mettlacher Platten in der Kirche St. Michael in Zwiefaltendorf

Mettlacher Platten sind ein Bodenbelag aus Steinzeugfliesen mit farbigen Dessins. Diese Fliesen wurden in den 1840er Jahren von dem Keramikwarenhersteller Villeroy & Boch entwickelt und erhielten ihren Namen nach den Fabrikationsstätten bei Mettlach, wo sie ab 1852 industriell hergestellt wurden. Die Bezeichnung war ursprünglich bloß ein Begriff für eine erfolgreiche Produktionslinie des Unternehmens. Nachdem bereits im 19. Jahrhundert auch andere Hersteller begonnen hatten, das Produkt nachzuahmen, avancierte der Begriff zu einem Gattungsnamen.

## Geschichte

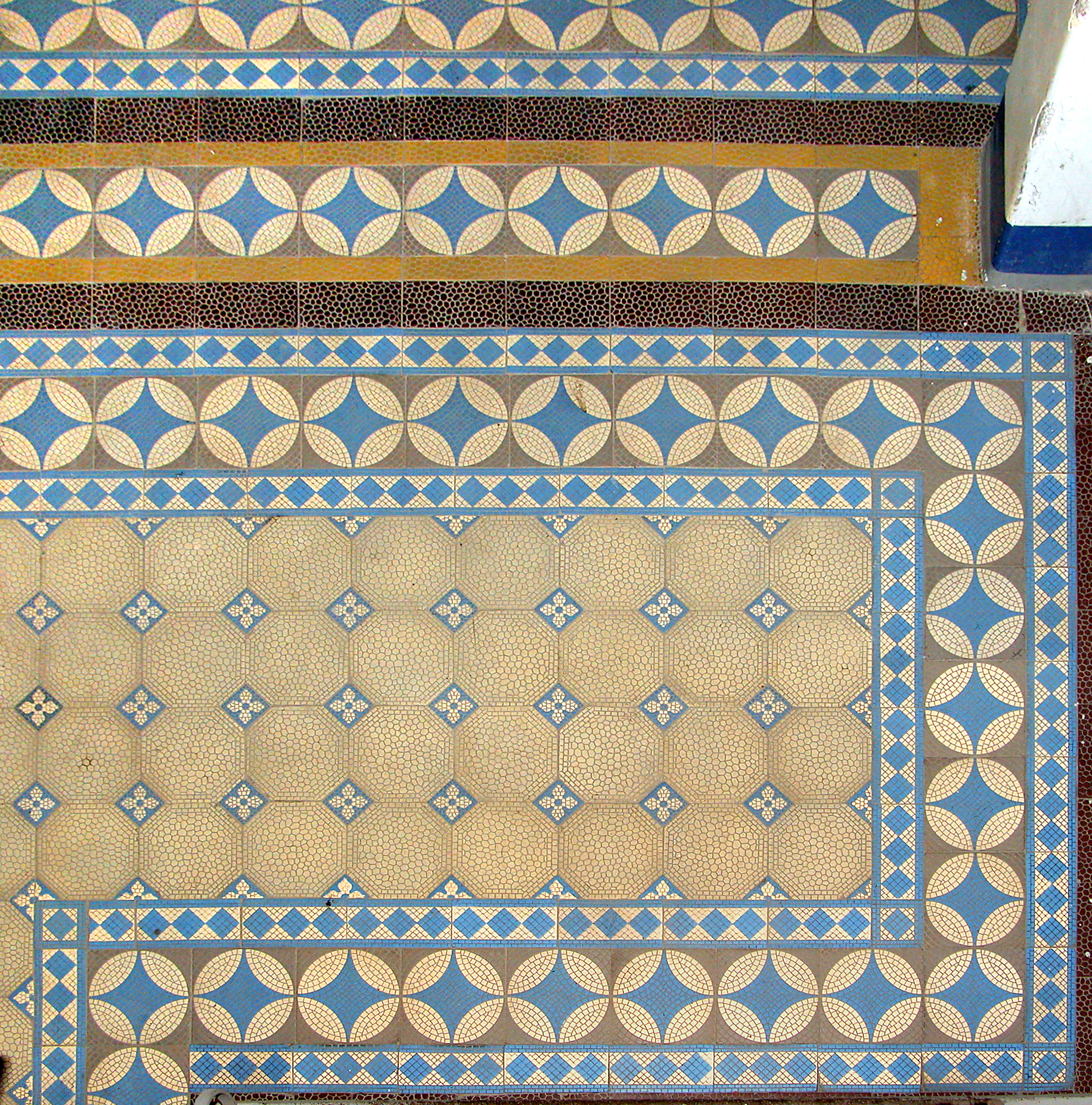
Boden aus reliefierten Mettlacher Platten im Wohnhaus Burgkstraße 29 in Dresden-Löbtau, 1903

Im Rahmen einer Terrakotta- und Steingutfabrikation begann die Firma Villeroy & Boch in der zweiten Hälfte der 1830er Jahre mit Experimenten zur Herstellung einer dauerhaften Steinzeugfliese, d. h. einer Fliese aus weißbrennendem Ton. 1852 kam das Produkt in Form mehrfarbiger Fliesen mit enkaustisch eingebrachten Pigmenten unter der Bezeichnung „Mettlacher Platten“ auf den Markt. Weil man dank engobierter, intarsierter und reliefierter Muster mit ihm Mosaikböden imitieren und gleichzeitig einen sehr farb-, frost- und säurebeständigen sowie abriebfesten Bodenbelag erzeugen konnte, wurde es im 19. Jahrhundert ein Erfolgsprodukt und weltweit als Qualitätsware vertrieben. Mettlacher Mosaikfliesen wurden etwa auch in Böden von Bädern der Titanic verbaut. Als Wandbelag konnten Mettlacher Platten ebenfalls eingesetzt werden. Die Fliesen bekamen genormte Maße und wurden in einer Stärke von 1 cm hergestellt. Hart gebrannt, d. h. bei etwa 1200 °Celsius im Ofen gebacken, nehmen sie nur noch 1 bis 2 Prozent Wasser auf. Zumindest einige Millimeter tief eingefärbt, eignen sie sich als robuster Belag für stark beanspruchte Böden, etwa für Hausflure, Küchen, Krankenhäuser, Schulen, Kirchen und Industrieanlagen.

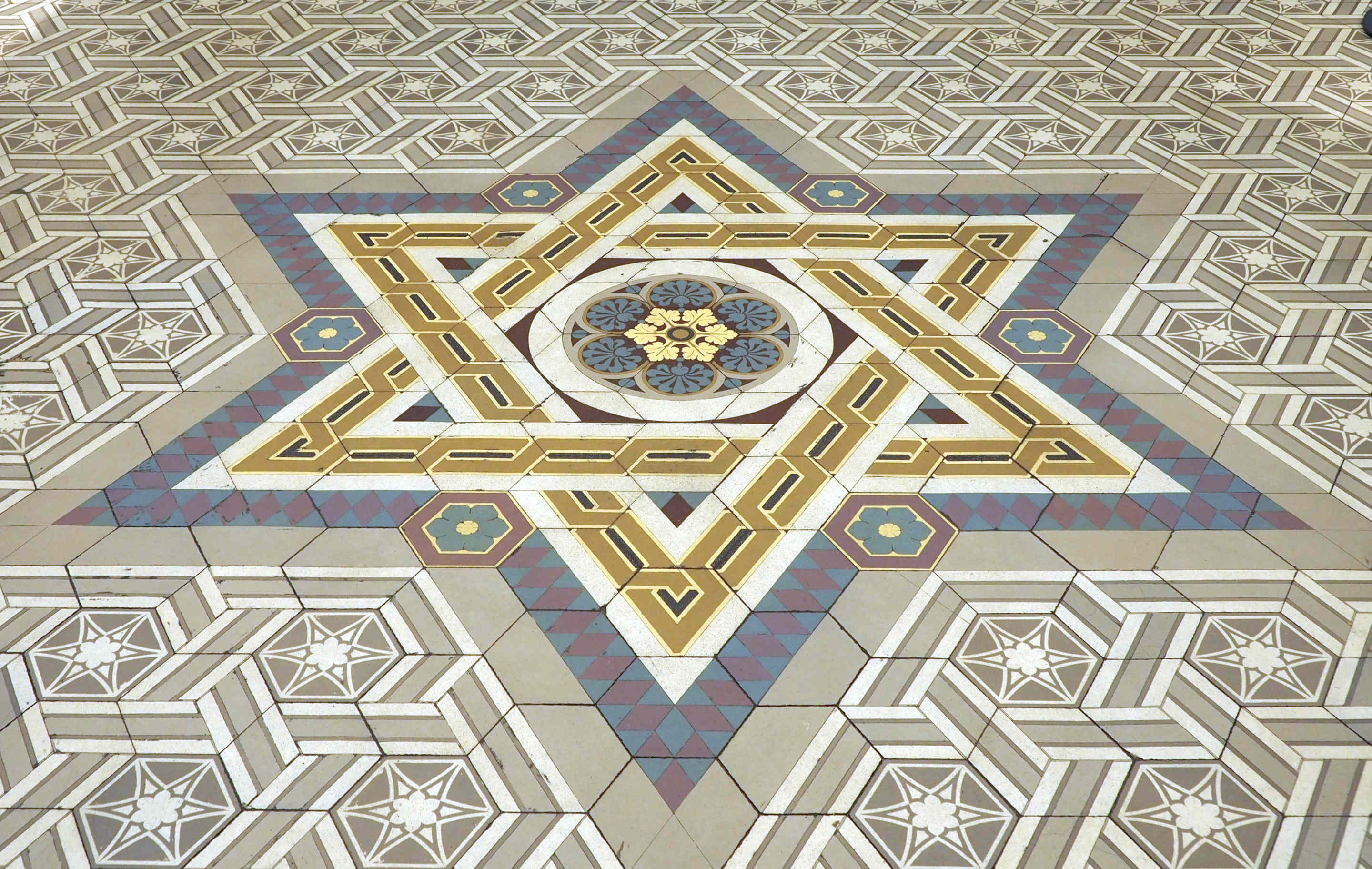
Verziertes Hexagramm aus Mettlacher Kacheln im Treppenhaus der Bergwerksdirektion Saarbrücken

Künstler und Techniker begannen bald, im historistischen Geschmack der Gründerzeit und in floralen Motiven des Jugendstils eine breite Produktpalette von ornamentalen Mustern und Fliesenbildern zu entwickeln, die in farbigen Musterkatalogen und durch Exponate in Pavillons auf Industriemessen und Weltausstellungen beworben wurde. Bekannte Entwerfer von Mettlacher Plattendekoren waren der Maler Johann Jakob Kieffer und der Architekt Philipp Baum.
Ein Fliesenhersteller, der die um 1930 beendete Tradition der Herstellung von Mettlacher Platten wiederbelebt hat, ist die Firma GOLEM – Kunst und Baukeramik in Sieversdorf, Brandenburg.